# De Factos diskografi
De facto är en dub-reggaeband från El Paso, Texas. Basisten Omar Rodriguez-Lopez och trummisen Cedric Bixler-Zavala är kända som medlemmar från det nedlagda bandet At The Drive-In och The Mars Volta. I dessa andra grupper spelar dock Rodriguez-Lopez gitarr och Bixler-Zavala sjunger. 
Efter att ha flyttat till Kalifornien från El Paso omkring 2000, träffade Bixler och Rodriguez keyboardisten Isaiah Ikey Owens (tidigare från Long Beach Dub All Stars) och Jeremy Michael Ward, de återupplivade deras gamla "sidoprojekt", de facto vid sidan av At the Drive-In. De facto minerade en eklektisk och ständigt föränderliga sammansatta av ljud, hinging hållet på trippade-out, instrumental dub. Förankring inom området för Dub reggae pionjärer som Lee Perry och Dr Alimantado de facto gruppen också manipuleras på electronica och latin / "salsa",. 
Bandet släppte sitt debutalbum, Megaton Shotblast, i mitten av 2001 på Gold Standard Labs. Albumet är fortfarande De Factos mest sålda album. De släppte sedan vad de kallade en återfärdad debut How Do You Dub? You Fight For Dub. You Plug Dub In., på Restart Records, men sedan 2001 har The Mars Volta tas center-fas i livet för bandmedlemmarna. Gruppen spelade ett par konserter, inklusive ett framträdande på en utomhusfestival i Long Beach där bandet fick sällskap på scenen av John Frusciante från Red Hot Chili Peppers. Omar har nämnt mer än en gång att John skulle spela på "nästa" De facto album. Tråkigt nog har Jeremy Wards tidiga död i sitt hem i Los Angeles maj 2003 lämnat ett frågetecken om framtiden för bandets album och framträdanden.  Ingen av De Factos album har kartlagts på någon lista.

## Studioalbum
| År   | Album Detaljer                                                                   |
| ---- | -------------------------------------------------------------------------------- |
| 2001 | How Do You Dub? You Fight For Dub. You Plug Dub In. - Skivbolag: Restart records |
| 2001 | ¡Megaton Shotblast! - Skivbolag: Gold Standard Labs                              |
| 2001 | Légende du Scorpion à Quatre Queues - Skivbolag: Modern City Records             |

## EP
| År   | Album Detaljer                     |
| ---- | ---------------------------------- |
| 2001 | 456132015 - Skivbolag: Grand Royal |